# 大橋一章
大橋 一章（おおはし かつあき、1942年4月14日 - ）は、日本の歴史学者、美術史家。専門は日本美術史・東洋美術史。早稲田大学文学部教授。

## 人物・来歴
中国青島市生まれ。早稲田大学大学院博士課程了。2021年、瑞宝中綬章受章。

## 著書
- 『寧楽美術の争点』（グラフ社、1984年）
- 『日本の古寺美術〈4〉 薬師寺』（保育社、1986年）
- 『聖徳太子への鎮魂―天寿国繡帳残照』（グラフ社、1987年）、現・ルックナゥ
- 『日本の古寺美術〈15〉 斑鳩の寺』（保育社、1989年）
- 『奈良大和路』（保育社カラーブックス、1993年）
- 『天寿国繡帳の研究』（吉川弘文館、1995年）新装版　2023年　ISBN　9784642016704
- 『飛鳥の文明開化』（吉川弘文館〈歴史文化ライブラリー〉、1997年）　オンデマンド版　2017年　ISBN　9784642754125
- 『図説 敦煌―仏教美術の宝庫 莫高窟』（河出書房新社〈ふくろうの本〉、2000年）
- 『法隆寺・薬師寺・東大寺 論争の歩み』（グラフ社、2006年）
- 『奈良美術成立史論』（中央公論美術出版、2009年）
- 『會津八一』（中央公論新社〈中公叢書〉、2015年）

### 共著
- 吉村怜『会津八一―その人とコレクション』（早稲田大学出版部、1997年）
- 谷口雅一『隠された聖徳太子の世界―復元・幻の天寿国』（日本放送出版協会、2002年）

### 編著
- 『大和路のみ仏たち―奈良三十三か寺めぐり』（グラフ社、1987年、新版ルックナゥ 2009年） 森野勝との共編
- 『薬師寺』（里文出版、1990年） 安田暎胤との共編
- 『論争 奈良美術』（平凡社、1994年）
- 『法隆寺美術 論争の視点』（グラフ社、1998年）
- 『薬師寺―千三百年の精華―美術史研究のあゆみ』（里文出版、2000年） 松原智美との共編
- 『東大寺―美術史研究のあゆみ』（里文出版、2003年） 斎藤理恵子との共編
- 『「仏教」文明の受容と君主権の構築―東アジアのなかの日本』（勉誠出版、2012年）新川登亀男との共編